# Anna Creek Station
Anna Creek Station était en 2008 la plus grande ferme d'élevage au monde,. 
Elle est située en Australie (où ces exploitations sont appelées Station), dans l'État d'Australie-Méridionale, à moins de 680 km au nord d'Adélaïde, la capitale de cet État. Sa superficie est de 15 746 km2. Elle est cinq fois plus grande que le King Ranch, le plus vaste ranch américain, qui ne totalise que 3 340 km2.
La commune la plus proche est William Creek (en) (qui est totalement entourée par Anna Creek station), mais la ville la plus proche est Coober Pedy.

## Histoire
La propriété fut créée en 1863, mais sa situation actuelle date de 1872. À l'origine, on y élevait des moutons, mais les dingos y faisaient de constants ravages, c'est pourquoi on pratique désormais l'élevage de  bovins.
Malgré sa taille, Anna Creek Station ne comptait que 9 500 têtes de bétail en 2023. En 2008, la propriété appartenait à Sidney Kidman and Co Ltd, elle employait huit personnes à plein temps et le stock de bétail restant était en vente. Elle a été vendue en 2016 à la Williams Cattle Company, et son exploitation s'est poursuivie dans les mêmes conditions.
Les bêtes sont des Santa Gertrudis, qui résistent bien à la chaleur.